# David Warburton
David John Warburton (né le 28 octobre 1965) est un compositeur, homme d'affaires et homme politique britannique qui est député du Parti conservateur pour Somerton et Frome de 2015 à 2023, quand il annonce sa démission. Avant d'entrer en politique, il est fondateur, directeur général et président de Pitch Entertainment Group.

## Jeunesse
Warburton est né le 28 octobre 1965 à Burnham, Lincolnshire. Il fait ses études à l'école de Reading  et au Waingels College.
Après divers emplois, dont plusieurs années comme vendeur, nettoyeur et chauffeur de fourgon tout en chantant, jouant de la guitare solo et des claviers dans une succession de groupes de rock, il étudie au Royal College of Music, où il est récipiendaire de la bourse Octavia. Il obtient en 1993 une licence et une maîtrise M.Mus. (Londres. ) Tremper. MRC. (Perf.) en composition musicale. Au Royal College of Music, il étudie avec Edwin Roxburgh et Jeremy Dale Roberts, puis avec George Benjamin. Il est le représentant de la faculté de composition au comité de l'association étudiante.
Il étudie ensuite pour un M.Phil. et PhD au King's College de Londres comme boursier Ralph Vaughan Williams Trust, sous la tutelle de Harrison Birtwistle. Bien qu'il soit également boursier Sir Richard Stapley Educational Trust, il quitte finalement le cours tôt en raison d'un manque de financement.

## Carrière musicale et enseignante
Après avoir passé du temps sur l'île de Hoy dans les Orcades en 1994, étudiant avec le futur Maître de musique de la reine, Peter Maxwell Davies, Warburton travaille comme compositeur indépendant, remportant des prix de composition, notamment le prix United Music Publishers, le prix Major van Someren Godfrey le prix Herbert Howells et le prix Elgar Memorial. Il compose pour des festivals de musique, des solistes et des ensembles et étudie la composition de musique de film avec David Bedford à la Dartington International Summer School grâce à une bourse Dartington.
Warburton enseigne pendant cinq ans à l'école communautaire mixte du centre-ville, Hurlingham and Chelsea Secondary School, en tant que professeur de musique en classe et itinérant. Il enseigne la musique de niveau avancé du GCE, la technologie musicale, la théorie musicale, l'histoire de la musique et l'audition au Hurlingham Center et au Royal College of Music Junior Department.

## Carrière dans les Affaires
Warburton fonde The Music Solution Ltd (TMS) en 1999, fournissant initialement du contenu musical téléchargeable aux réseaux et marques de téléphonie mobile. En tant que directeur général, il développe TMS pour devenir un fournisseur de services, offrant la marque et la conception de sites Web et de sites Web mobiles, du contenu mobile et sa livraison associée, des systèmes de paiement intégrés et un service client pour le compte de marques telles que la BBC, Celador, News International, Motorola,. Réseaux réels, MTV Europe,  Kazaa.
À la suite d'une bataille de marques en 2001, où British Telecom empêche TMS d'utiliser la marque Yellphone.com en revendiquant la propriété du nom, Warburton est contraint de changer la principale marque grand public de TMS en SplashMobile.com,.
En 2005, TMS devient Pitch Entertainment Group, dont le siège est à Covent Garden, avec des opérations en Australasie, en Asie, en Afrique du Sud, aux États-Unis et dans toute l'Europe. Avec Warburton comme président exécutif, Pitch lance le premier exemple de réseau social mobile avec un contenu auxiliaire et, en 2007, est classé par le Sunday Times comme la 6e entreprise technologique à la croissance la plus rapide du Royaume-Uni, avec une croissance des ventes de 326 % par an,.
Pitch s'associe à Third Screen Media en 2006 pour se développer dans le nouveau domaine de la publicité mobile et étend le service à travers son réseau. Warburton figure à la fois sur la couverture du journal économique City AM en août 2006 sous le titre « Le musicien qui est devenu le seigneur des sonneries » et dans sa section « L'emploi de la semaine ». En 2008, après une croissance continue, Pitch est acquis pour une somme non divulguée par le fournisseur de contenu mobile américain PlayPhone Inc,,,.
En 2009, Warburton créé les sociétés cotées de restauration et de développement de propriétés immobilières Oflang Ltd. et Oflang Partners LLP, et avec Loaye Agabani et Tim Lewis lance l'entreprise en ligne MyHigh. St dans le Somerset en 2012,,. Mon Haut. St permet aux détaillants indépendants locaux d'offrir leurs produits en ligne, organisés par quartiers commerçants locaux.

## Carrière politique
Warburton est trésorier de l'association conservatrice de Wells de 2009 à 2010 et son vice-président politique et porte-parole de sa circonscription de 2010 à 2012 .
En février 2013, il est sélectionné comme candidat parlementaire pour Somerton et Frome. Aux élections générales de 2015, il est élu avec 53 % des voix et, avec 18,3 %, le plus grand basculement de circonscription vers le Parti conservateur après le départ de David Heath, qui détenait le siège pour les libéraux-démocrates depuis 1997. 
En avril 2016, Warburton est l'un des cinq députés conservateurs à se rebeller en votant contre le whip du gouvernement en faveur d'un amendement de l'opposition déposé par Lord Dubs exigeant que la Grande-Bretagne accueille les enfants vulnérables des camps de réfugiés de Calais et Dunkerque, qui présageait un éventuel revirement du gouvernement.
Warburton siège à plusieurs groupes parlementaires multipartites (APPG). Il est élu président du British Council APPG, président de l'APPG de la Musique et vice-président de l'APPG sur la Blockchain et de l'APPG pour les micro entreprises.
Depuis janvier 2017, il siège au comité de contrôle européen.
Warburton est réélu aux élections générales de 2017 avec une part de vote accrue de 57% et une majorité de 22 906 voix et en janvier 2018, il est nommé secrétaire parlementaire privé du ministère de l'Éducation,.
Le 19 juin 2023, Warburton annonce qu'il démissionne comme député britannique, à la suite d'une série de scandales de consommation de cocaïne et d'affaires sexuelles.

## Vie privée
Il épouse une professionnelle des relations publiques. Harriet (née en 1969, née Baker-Bates) en 2002. Elle est la fille du diplomate Merrick Baker-Bates, ancien haut-commissaire adjoint en Malaisie et consul général britannique à Los Angeles,.
Warburton est membre de Mensa et membre de la Royal Society of Arts. Jusqu'en 2017, il est administrateur de l'association caritative nationale pour la musique pour les jeunes, Music for Youth. En juin 2018, il rejoint le conseil d'administration de l'Orchestre national des jeunes de Grande-Bretagne et est nommé président de son conseil de développement,. Il est également administrateur du British Youth Music Theatre.